# Св. св. Петър и Павел (Петерхоф)
Вижте пояснителната страница за други значения на Свети апостоли Петър и Павел.
„Св. св. Петър и Павел“ (на руски: Собо́р Свя́тых Петра́ и Па́вла) е православна църква в град Петерхоф, който е част от Петродворецкия район на Санкт Петербург, Русия.